# 核同质异能素
核同质异能素（英語：Nuclear isomer），亦稱同质异能素、同核异构体、同核异构物、核異構素、異構核，是指原子核處於亞穩態的核素。當原子核中的一個或多個核子處於比基態更高的能階，會使原子核處於激发态，这种状态下原子核内的核子会占用能量更高的核子轨道。激發態原子核通常會在無法直接測量的極短時間內（約10−12秒）以γ射線的形式放出能量（γ衰變或內轉換）而回復到基態，而某些激发态原子核的半衰期比一般的激发态原子核的半衰期要长（通常达到100~1000倍的时间），因此被称作处于“亚稳态”（英語：Metastability）。“亞穩態”一詞通常指半衰期大於10−9秒的激發態原子核，一些文獻中以5 × 10−9秒為界限來區分亞穩態原子核和一般的“瞬間”衰變激發態原子核。亞穩態原子核由於具有可測量的較長半衰期，在核物理學上被視為和基態原子核不同的核素，稱作核同质异能素，并在核素的质量数后附上“m”作为标记，如鎝-99m（99m
Tc
）、鈷-60m（60m
Co
）等。若某原子存在多个亚稳态时，則使用m1、m2、m3等，按照激发能量从低到高进行标记，如鈷-58m1（58m1
Co
）、鉿-177m2（177m2
Hf
）。由裂变过程产生的异构体，则将标记“m”换作“f”，如钚-240f（240f
Pu
）。
同核异构体可以分为三类：自旋异构体（spin isomer），K异构体（K isomer），裂变或形状异构体（fission/shape isomer）。
核同质异能素发生的γ衰变也被称为同质异能跃迁、異構素躍遷、核異構躍遷或同質異能遞移，不过除了发生衰变前的原子的亚稳态能持续较长时间外，这一过程和一般激发态原子核的γ衰变没有区别。
核同质异能素最早由奥托·哈恩于1921年在鈾-238的衰變鏈中发现，当时发现的核同质异能素及其基態核素被命名为“铀X2”和“铀Z”，今日稱作鏷-234m（234m
Pa
）和鏷-234（234
Pa
）。

## 穩定性
核同质异能素的半衰期大多不到一秒，有些種類可以達到數分鐘、數小時甚至數年。也有非常极端的例子，比如鉭-180m1（180m1
Ta
）的半衰期就长到至今都没能观测到其衰变（推测至少有1.2×1015年，已经超过了宇宙已存在的时间），是最長壽的核同质异能素，也是核同质异能素中唯一的穩定核素。也有少數核同质异能素的半衰期超過其對應的基態核素的半衰期，例如前述的鉭-180m1（180m1
Ta
）在觀測上是穩定的，然而其基態核素鉭-180（180
Ta
）的半衰期僅約8小時。同樣的例子還有錸-186m（186m
Re
）、銥-192m2（192m2
Ir
）、鉍-210m（210m
Bi
）、釙-212m（212m
Po
）、鋂-242m1（180m1
Ta
）和多種鈥的核同质异能素等。
核同质异能素之所以能比一般的激發態原子核存续更长的时间，通常是因为从亚稳态进行γ衰变需要的核自旋改变量较大，使得其发生极为困难甚至是不可能，例如医疗中常用的鎝-99m（99m
Tc
）自旋为1/2+，其基态鎝-99（99
Tc
）自旋为9/2+，99m
Tc
衰变时会放出能量为140keV的γ射线（与医疗用X射线差不多），半衰期約6.01小时。
另外，激发态的激发能量的高低也会关系到衰变速率，当激发能量很低的时候衰变同样会变慢。釷-229m（229m
Th
）是目前发现的激发能量最低的核同质异能素，仅有8.28 ± 0.17 eV。180m1
Ta
的自旋为−9，而其基态180
Ta
的自旋为1+，同时其激发能量也非常低（77keV），所以γ衰变和β衰变都几乎不可能發生，导致其半衰期极长。

## 衰变过程

### 同质异能跃迁
如同一般的激發態原子核，核同质异能素也會以γ射線的形式放出能量並衰變為較低的核能態。核同质异能素的γ衰变也被称为同质异能跃迁、異構素躍遷、核異構躍遷或同質異能遞移（英語：isomeric transition，IT），分為以下兩種類型：
- 純γ發射：原子核放出γ射線（高能光子）
- 内转换（英语：Internal conversion）：原子核將能量轉移給核外電子，使之电离、放出

只有在原子的内层的电子才能参与内转换，这些电子的运动轨迹可能会穿过原子核，在电子靠近的过程中，二者间会产生极强的电场力，导致核子的重新排布和电子飞出。
某些情况下，通过γ衰变产生的光子会直接命中原子核外的电子，并使其获得足以脱离原子核束缚的能量而电离（此即光电效应）。注意不要将内转换和光电效应混淆，内转换的过程中没有光子这一中间产物。

### 其他衰变途径
除了以同质异能跃迁的方式衰變回基態外，有些核同质异能素也可能以其他衰變途徑衰變成其他元素，比如鎦-177m3（177m3
Lu
）有78.3%的機率直接通过半衰期为160.4天的β衰变变成鉿-177（177
Hf
，过程中伴随着γ衰变），或者有21.7%的機率先通过半衰期为160.4天的同质异能跃迁变成基態鎦-177（177
Lu
），然后再通过一个半衰期为6.68天的β衰变变成177
Hf
。錫-121m1（121m1
Sn
）則有22.4%的機率直接通过半衰期为43.9年的β衰变变成銻-121（121
Sb
），或者有77.6%的機率先通过半衰期为43.9年的同质异能跃迁变成基態錫-121（121
Sn
），然后再通过一个半衰期为27.03小時的β衰变变成121
Sb
。此外鈮還有多種核同质异能素只會通過β衰變變成鋯的同位素，而不會發生同质异能跃迁回到基態。

## 裂变同质异能素
除了由于核子的激发造成的同质异能情况外，还有一种由于原子核结构造成的同质异能。比如，很多锕系元素在基态下，原子核并不是球形的，而是類球面结构，其中最常见的是类似于橄榄球的长球面，不过更接近球形。在这种情况下，按照量子力学，核子的可能分布中会出现较长的长球面分布（和橄榄球差不多），这种分布模式会严重阻碍原子核向基态衰变，而倾向于发生自發分裂。通常其裂变半衰期只有几纳秒到几毫秒，但是相对一个激发态原子核通常能存在的極短时间来说，已经很长了。这种同质异能素稱作裂变同质异能素（英語：fission isomer）或形状同质异能素（英語：shape isomer），通常以“f”附加在质量数后表示，以区别核子激发造成的同质异能，例如钚-240，可表示為钚-240f（240f
Pu
）。

## 应用
铪的核同质异能素（主要為178m2
Hf
）可能可以被诱导产生极强的γ射线，因此或许可以被用于規避不扩散核武器条约的限制。美国國防高等研究計劃署曾经有对这一应用做过调研。
不过，截至2004年，只有180m1
Ta
被成功地诱导衰变，并且诱导所需要的X射线的能量超过了衰变所放出的能量。尽管如此，由12个成员组成的HIPP已经开始评估各种量产铪核同质异能素的方法了。
锝的核同质异能素99m
Tc
（半衰期6.01小时）和95m
Tc
（半衰期61天）在医疗和工业领域中有所应用。

### 核电池

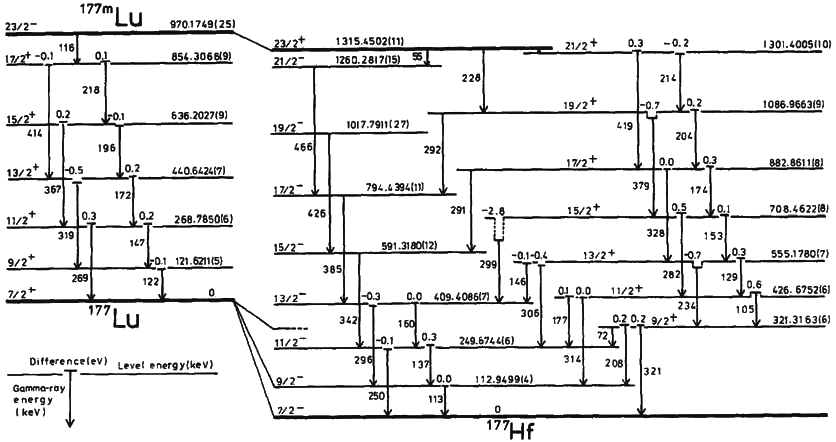
轉變為的核衰變途徑

核电池会使用极微量的高能量放射性核素。有一种设计是把放射性材料放在PN结上，材料产生的电离辐射便会在结中产生电子空穴。核同质异能素可以用于替代这些放射材料，并且随着科技发展，我们將有能力控制使用核同质异能素的核电池的开关。目前的候选核素包括108
Ag
、166
Ho
、177
Lu
和241
Am
。
177
Lu
等核素的原子核内部经过一系列的衰变，会放出许多γ射线。研究认为，若是能够掌握在这一系列能量级之间跃迁的条件，我们能够做出比现有的化学电池的能量密度高106倍的储能设备。比如178m2
Hf
自然衰变时会放出2.45MeV的能量，也就是说1g的178m2
Hf
内含有的能量相当于315kg的TNT，而且它可以以很高的功率输出能量（1018W）。目前正在研究以其他种类的核同质异能素来诱导178m2
Hf
衰变的方法。

## 外部連結
- Research group which presented initial claims of hafnium nuclear isomer de-excitation control. （页面存档备份，存于） – The Center for Quantum Electronics, The University of Texas at Dallas.
- JASON (顧問團體)（英语：JASON Defense Advisory Group） report on high energy nuclear materials （页面存档备份，存于） mentioned in the Washington Post story above
- Bertram Schwarzschild. . Physics Today. Vol. 57 no. 5. May 2004: 21–24  [2023-08-28]. Bibcode:2004PhT....57e..21S. doi:10.1063/1.1768663. （原始内容存档于2008-12-01）. login required?
- Confidence for Hafnium Isomer Triggering in 2006. – The Center for Quantum Electronics, The University of Texas at Dallas.
- Reprints of articles about nuclear isomers in peer reviewed journals. – The Center for Quantum Electronics, The University of Texas at Dallas.